# Antelias
Antelias es una ciudad costera del Líbano, se encuentra a 8 kilómetros al norte de Beirut, capital del Líbano, su elevación es de 10 metros sobre el nivel del mar.

## Historia
Sus habitantes libaneses son mayoritariamente cristianos, además hay armenios cristianos y católicos griegos y ortodoxos griegos, su nombre es de origen griego ya que es la abreviatura de Anti-Helios y significa de cara al sol, en este lugar se encuentran las cuevas de Ksar Akil, que es un lugar arqueológico, donde se han descubierto restos humanos de más de 30.000 años, de acuerdo a estudios realizados con carbono 14 y en ellas se practica la arqueología y la espeología. 
En esta ciudad en el año 1840 se firmó un tratado, donde varias comunidades libanesas se unían en contra del poder otomano, no obstante ello en el año 1860 se desató una sangrienta guerra en el Líbano contra estos últimos.
Antelias es además la cuna de los Hermanos Rahbani, los músicos que compusieron la mayoría de las canciones de la cantante árabe Fairuz.

## Actualidad
Antelias se compone de una fértil llanura costera, además hay una franja un poco más estrecha a la orilla del río Antelias, hasta el año 1990 se cultivaban cítricos y plátanos, pero el avance de la civilización ha dejado pocos lugares para los cultivo, los que han sido reemplazados por viviendas y edificios, produciendo un gran impacto ambiental. Antelias se ubica entre Beirut y Jounie, es la puerta a los lugares más prósperos del Líbano, tal como fábricas, centros comerciales, escuelas e importantes lugares de veraneo, es muy importante por la vinculación que se hace a través de ella. En Antelias se realiza todos los años la feria del libro.

## Galería

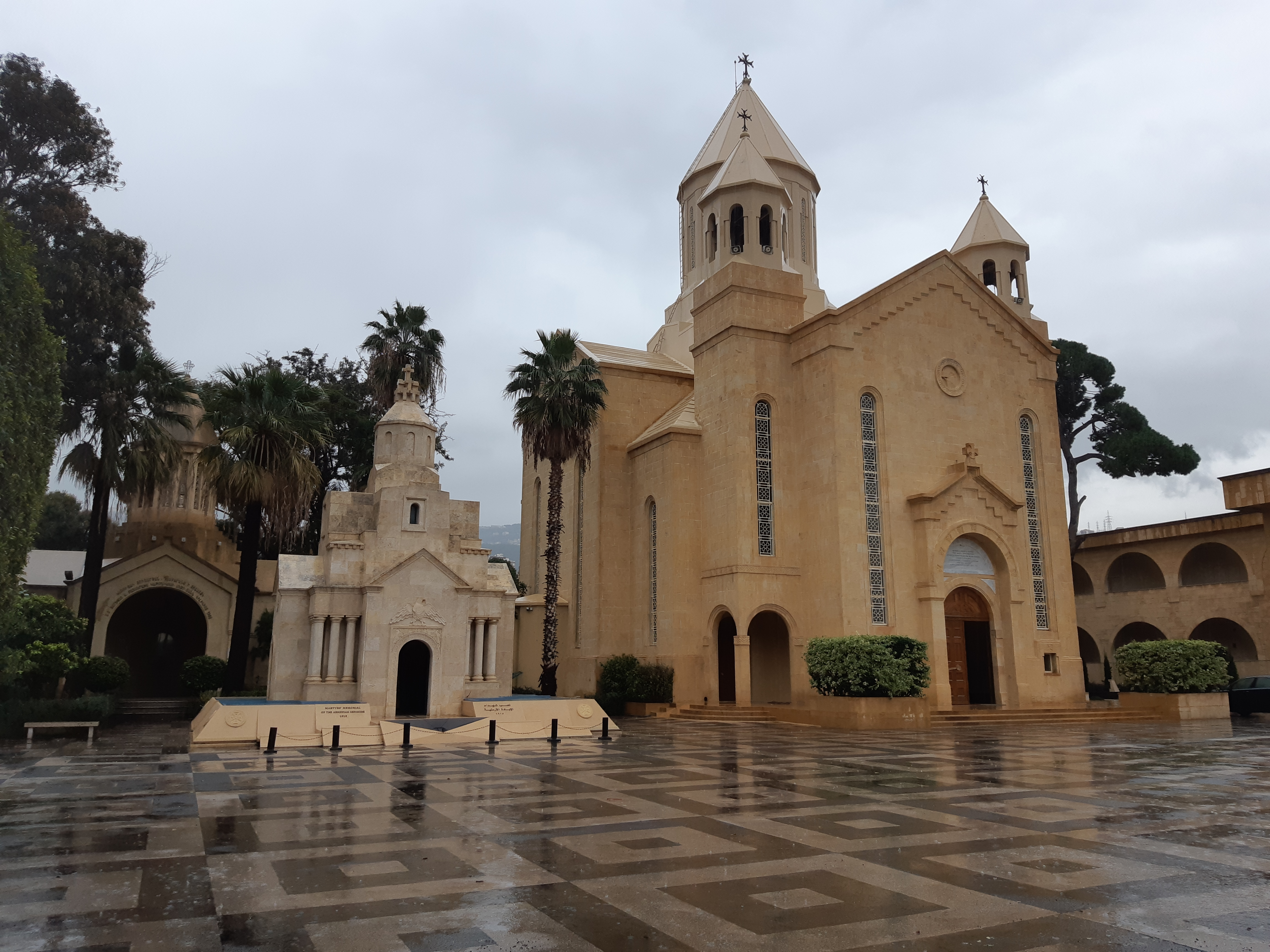
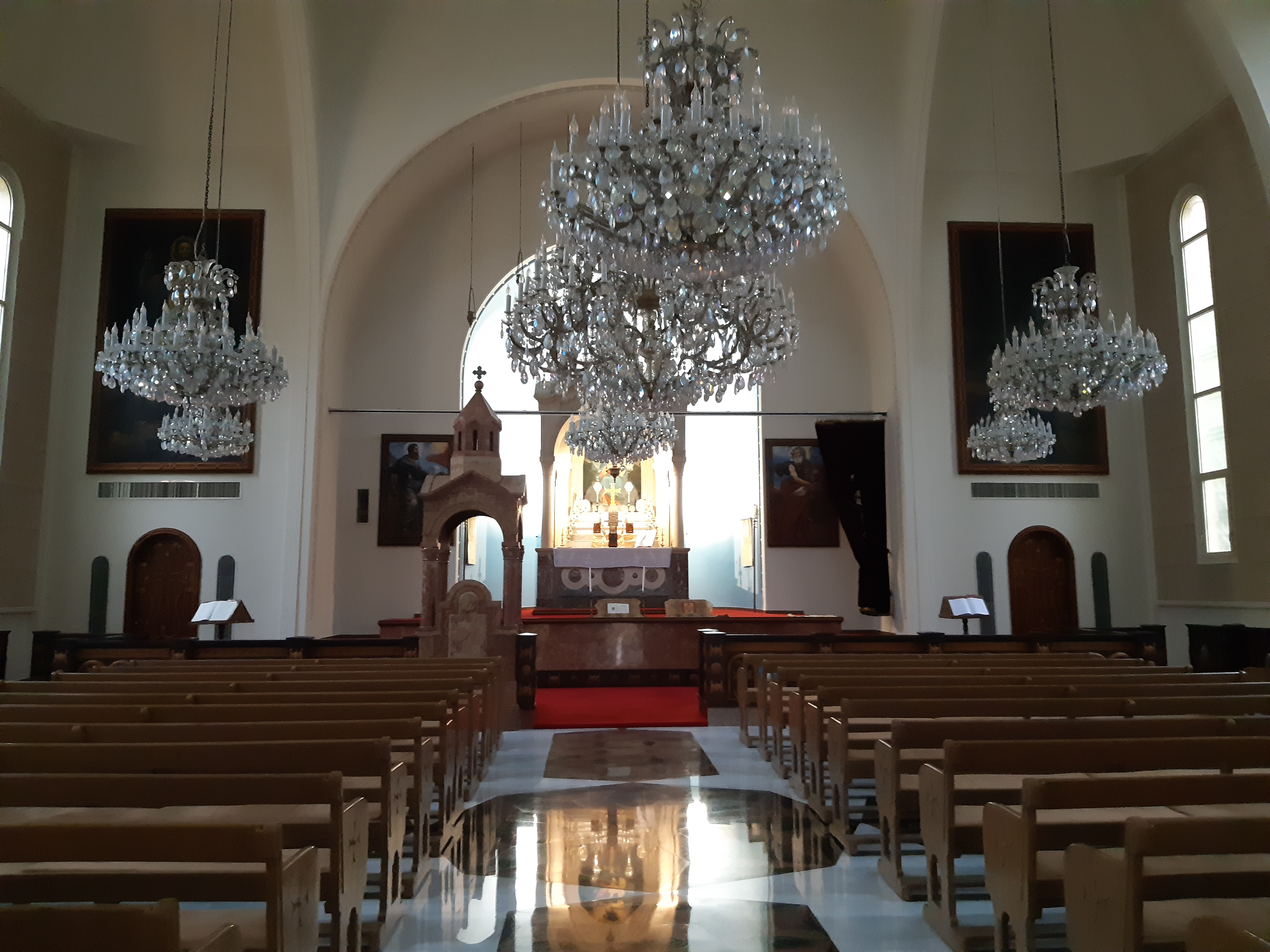
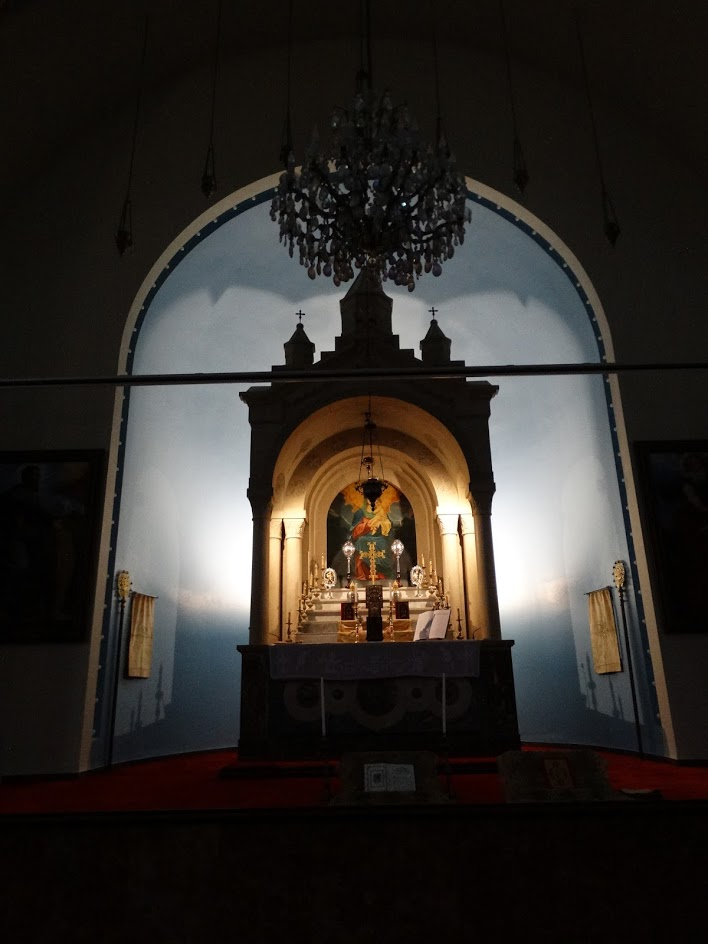
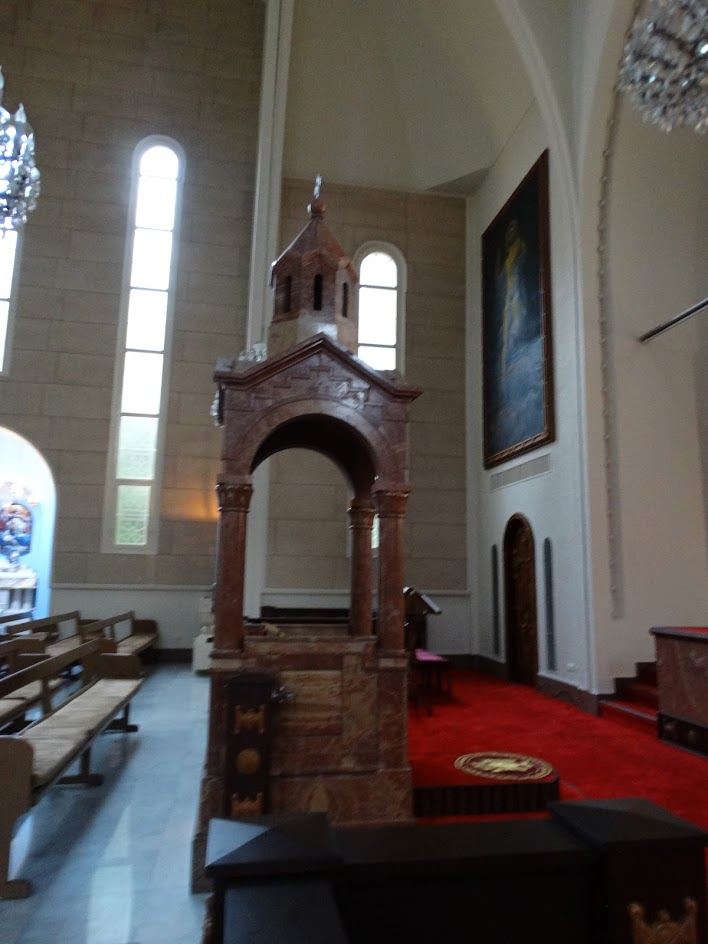
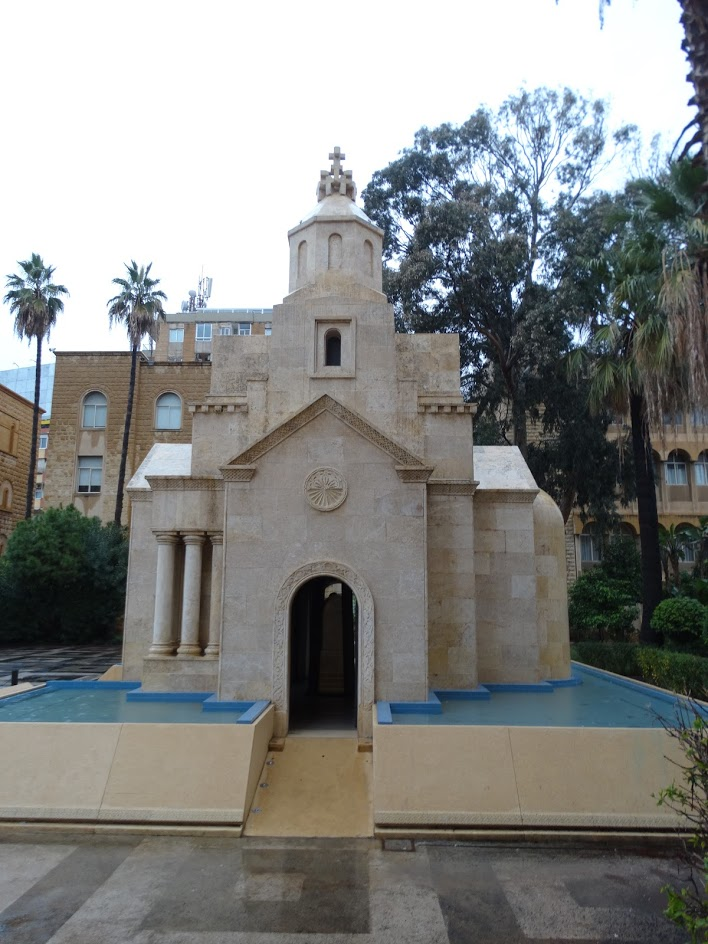
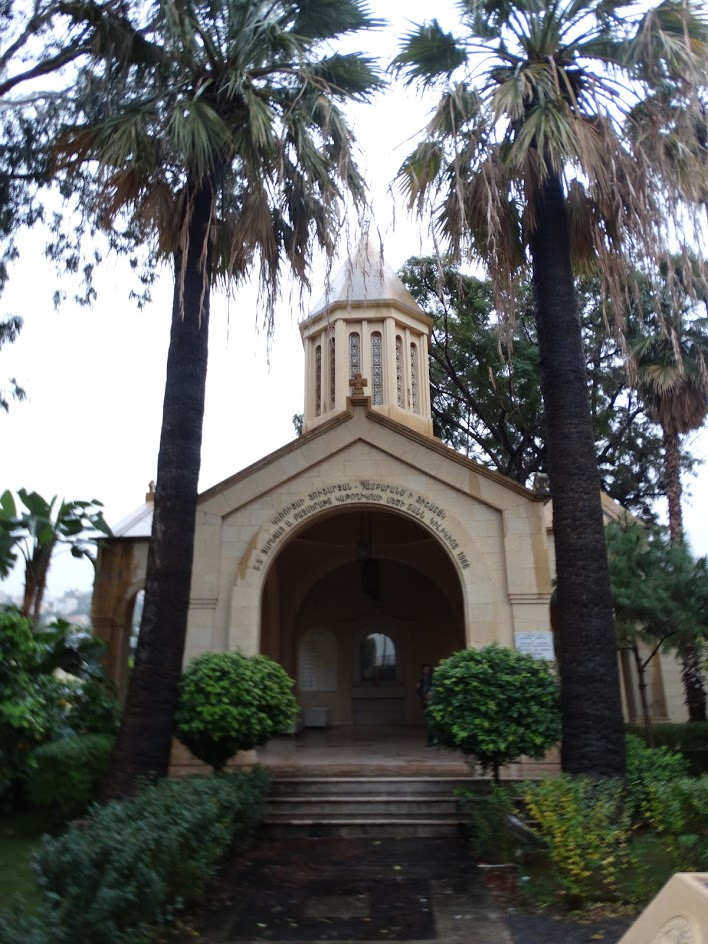
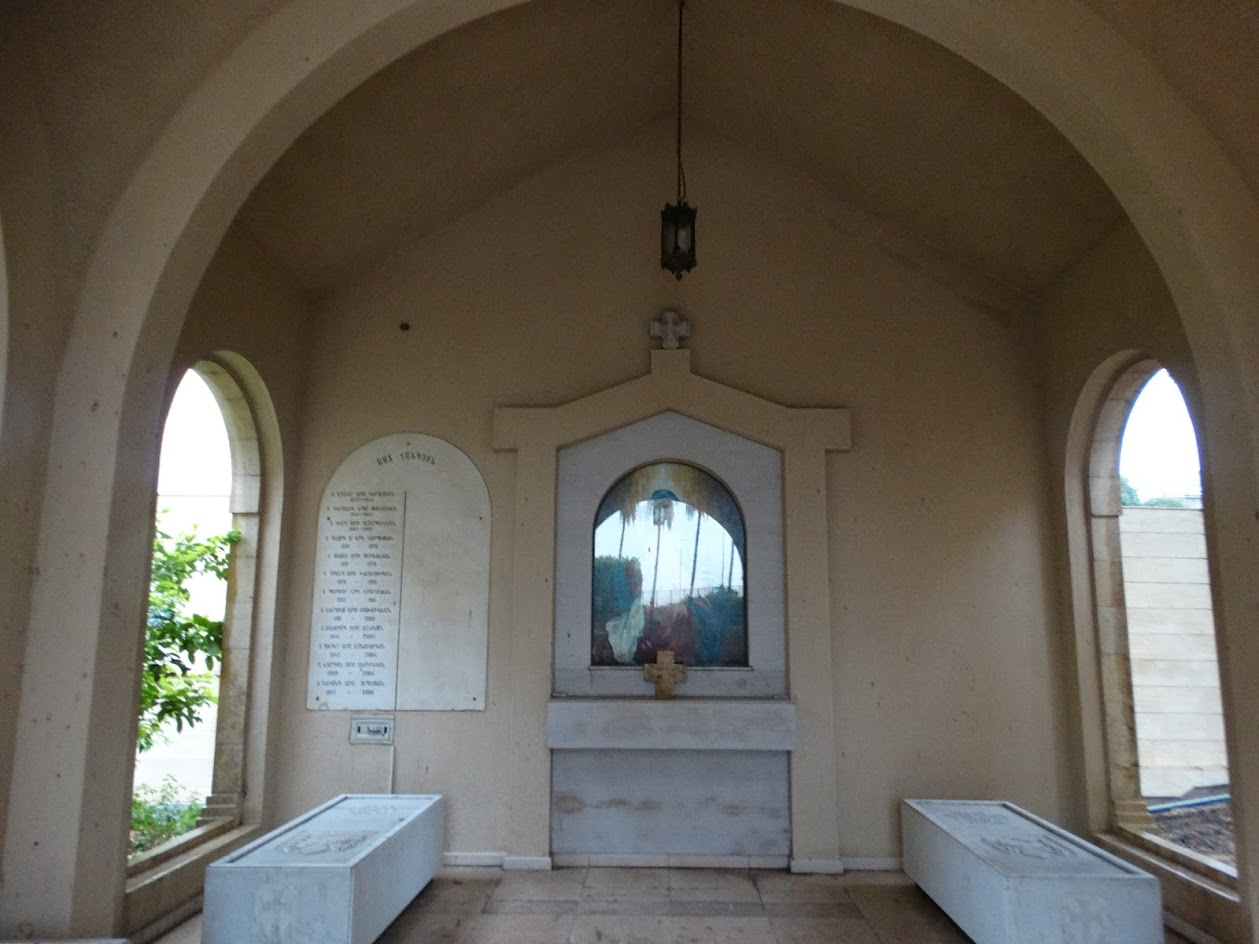
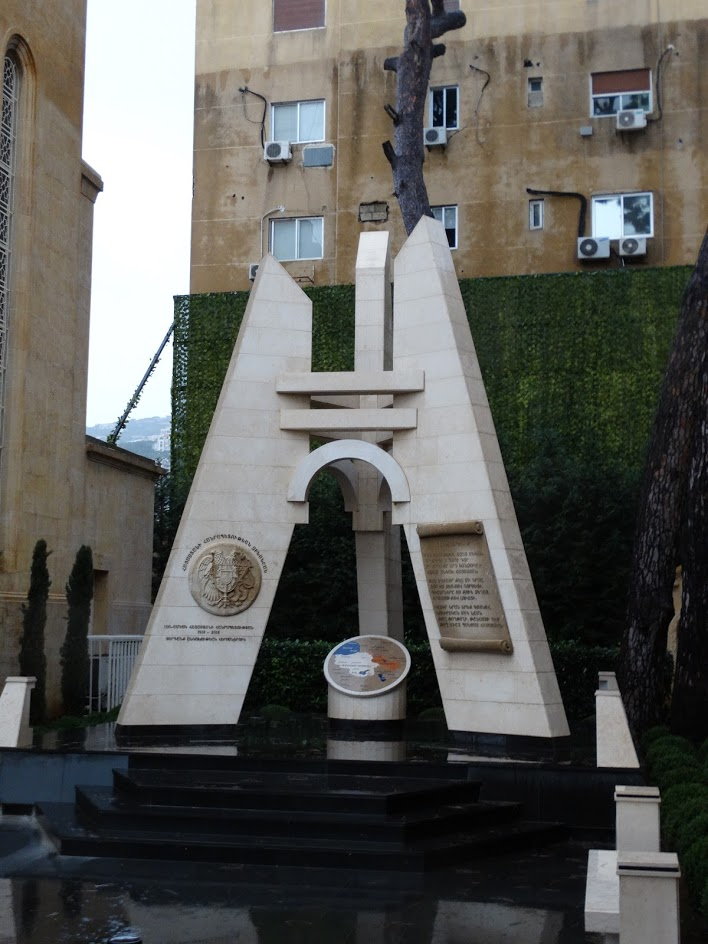